# Erich Groschuff
Erich Groschuff (* 5. Oktober 1874 in Berlin; † 9. Dezember 1921 in Görbersdorf) war ein deutscher Chemiker, spezialisiert auf anorganische Chemie.

## Leben und Wirken
Groschuff entstammte einer alten Berliner Juristenfamilie. Er war Sohn des damaligen Staatsanwalts und späteren Senatspräsidenten am Kammergericht Albert Groschuff (1835–1903). Nach dem Abitur 1897 studierte er in Berlin, wo er 1901 mit einer umfangreichen Arbeit Zur Stereochemie der Piperidinreihe: Verhalten der Vinyldiaceton- und Triacetonamingruppe gegen salpetrige Säure promoviert wurde. Anschließend ging er – zunächst als wissenschaftlicher Hilfsarbeiter – an das chemische Laboratorium der Physikalisch-Technischen Reichsanstalt und wurde als Nachfolger des 1919 ausgeschiedenen Leiters der chemischen Labors, Franz Mylius, gehandelt, was durch seinen Tod nach schwerer Krankheit vereitelt wurde.

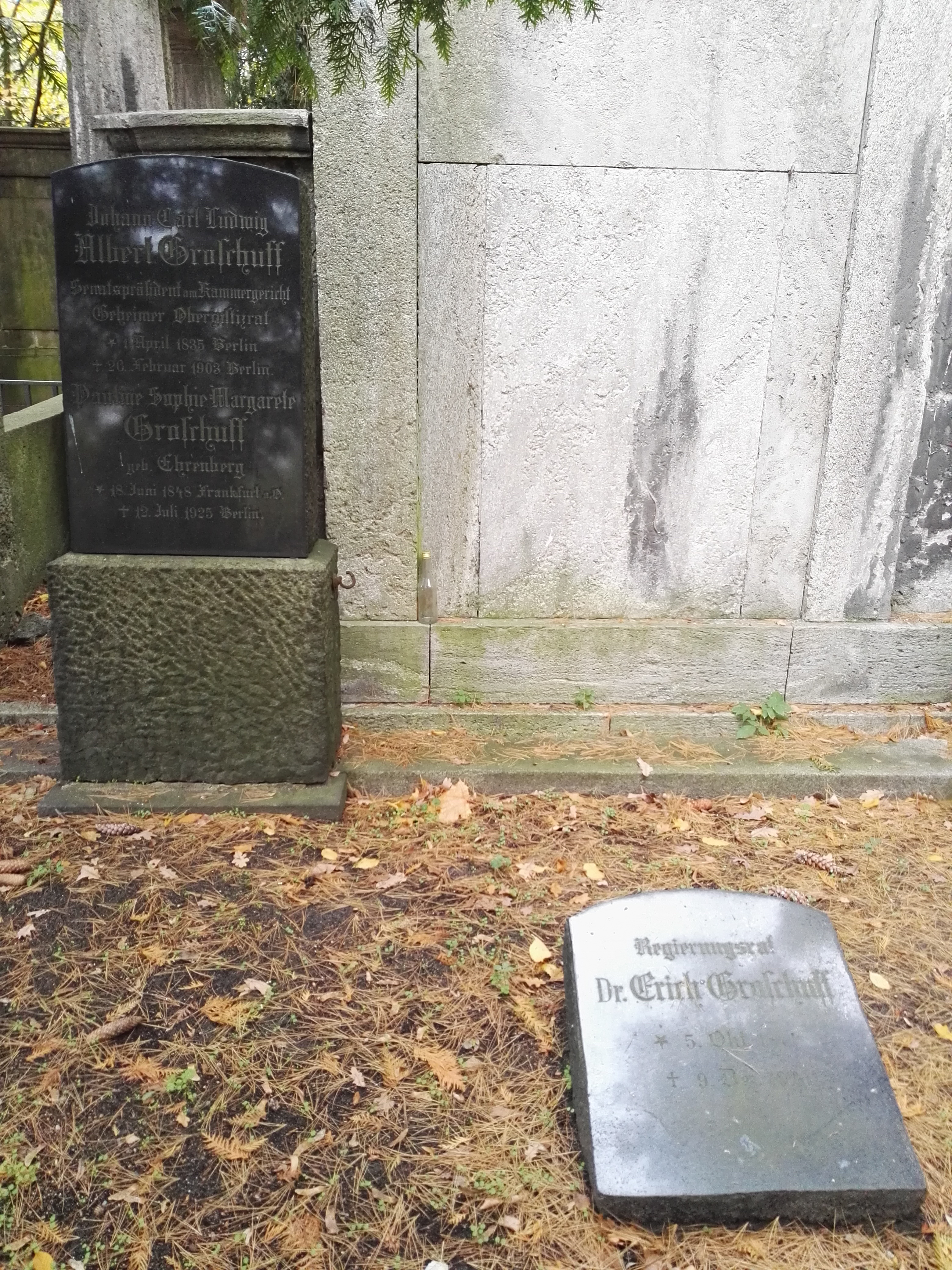
Grabstein und Grab seines Vaters

Er ist auf dem St.-Marien- und St.-Nikolai-Friedhof I in Berlin-Prenzlauer Berg bestattet.
Unter anderem geht ein bis heute verwendetes Verfahren zur Schwarzfärbung von Kupfer und Messing (Kaliumpersulfat-Verfahren) auf Groschuff zurück.

## Veröffentlichungen
- Über die Beständigkeit von Wasseremulsionen in Kohlenwasserstoffölen. In: Zeitschrift für Chemie und Industrie der Kolloide. 1911, S. 257–259.
- Über die Löslichkeit von Wasser in Benzol, Petroleum, Paraffinöl. In: Zeitschrift für Elektrochemie und angewandte physikalische Chemie. 1. Mai 1911, S. 348–354. onlinelibrary.wiley.com, doi:10.1002/bbpc.19110170904
- mit Franz Mylius: Reines Wismut. In: Zeitschrift für anorganische und allgemeine Chemie. 24. August 1916, S. 237–264. doi:10.1002/zaac.19160960116
- Reines Antimon. In: Zeitschrift für anorganische und allgemeine Chemie. 14. Mai 1918, S. 164–188. doi:10.1002/zaac.19181030109